# Yellowcard
Yellowcard é uma banda de rock dos Estados Unidos, formada em Jacksonville, Flórida no ano de 1997. A banda é conhecida pelos seus singles "Ocean Avenue", "Only One", e "Lights and Sounds". A música do grupo é bem diferente dentro do gênero da banda pelo uso do violino na composição das músicas. A banda lançou dez álbuns, com o mais recente e último álbum, Yellowcard, lançado em 30 de Setembro de 2016. A banda comunicou em seu site oficial que este seria o último álbum e a última turnê mundial que a banda realizaria. A banda fez seu último show no dia 25 de Março de 2017, na House of Blues em Anaheim na Califórnia.

## História

### O início
Em 1995 Benjamin Harper conheceu Longineu Parsons III no Colégio de Artes Douglas Anderson, este foi o lugar onde Yellowcard nasceu. Depois de tocarem juntos por dois anos, eles conheceram Warren Cooke, o baixista original da banda, que tinha recentemente se mudado de Tampa para Jacksonville para terminar o colegial. Warren tinha um amigo chamado Todd Clare, que entrou na banda como guitarrista, e logo depois Ben Dobson, amigo de Ben Harper, entrou como o vocalista. Os cinco resolveram nomear a banda com o seu termo próprio termo usado para 'falta em festas', pois como eles faziam festas em suas casas, quando alguém quebrava alguma coisa, bebia demais ou fazia qualquer coisa estúpida, recebia uma advertência, algo como um 'cartão amarelo', e se fizesse de novo, era 'expulso' das festas.
Em 22 de Agosto de 1997 a banda fez seu primeiro show, no Milk Bar em Jacksonville, um clube que sempre abrigava bandas que buscavam o sucesso na região. Depois do show, a banda perguntou para Jason, o produtor, se eles seriam pagos, ele tirou 20 dólares da caixa registradora e falou que eles nunca mais iam tocar um show para ele.

### O primeiro álbum e a sequência
Em 1997 a banda lançou seu primeiro álbum, Midget Tossing, que ajudou o grupo a aumentar sua base de fãs na região, e algum tempo depois, em 1999, foi lançado o album Where We Stand, que recentemente foi relançado pela Takeover Records, gravadora do ex-guitarrista da banda e membro fundador Ben Harper. Também é o álbum que marcou a entrada oficial do violinista Sean Mackin na banda, pois apesar de ele ter tocado em duas canções do primeiro CD, ele era apenas um músico convidado.
Depois disso, Todd Clare e Ben Dobson resolvem sair da banda, e os integrantes remanescentes resolvem chamar o amigo Ryan Key para assumir a guitarra e os vocais. Ryan estava na época em uma banda chamada Modern Amusement, e era um grande fã do Yellowcard. Após a entrada de Key, a banda entrou em um novo rumo, tocando, na maioria das vezes, canções compostas por ele em sua antiga banda, e lançou ainda em 2000 o Still Standing EP, o que garantiu a assinatura de contrato com a Lobster Records.
Dois anos depois, em 2002, a banda lançou seu primeiro álbum depois da chegada de Ryan Key, e o primeiro em uma gravadora de médio porte. One for the Kids garantiu a primeira turnê americana da banda e um grande aumento na quantidade de fãs, o que impulsionou o lançamento do The Underdog EP, ainda em 2002, álbum que garantiu a gravação do primeiro clipe da banda, Powder, e a assinatura de contrato com uma grande gravadora, a Capitol Records.
Logo depois do final da turnê, Warren Cooke briga com os integrantes e deixa a banda, para assumir seu lugar, é chamado o amigo Peter Mosely, que participa das gravações do novo álbum.

### Ocean Avenue
Em 2003, a banda lança seu primeiro cd por uma grande gravadora. Ocean Avenue vendeu milhões de copias em todo o mundo e levou a banda para um nível nunca antes imaginado, com uma turnê mundial agendada a banda venceu o prêmio de MTV 2 no VMA 2004 e ainda chegou na final da Escolha da Audiência, o prêmio mais cobiçado da festa.
Logo após o lançamento do álbum, Peter Mosely sai temporariamente da banda alegando problemas pessoais, para seu lugar é chamado Alex Lewis, que grava os clipes de Way Away (primeiro a passar na MTV) e Ocean Avenue antes de deixar a banda para a volta de Pete. Durante a turnê a banda gravou o show na Eletric Factory, para lança-lo em 2005, no DVD Beyond Ocean Avenue: Live at the Electric Factory, o primeiro da história da banda.
Durante as gravações do álbum seguinte, a banda resolve por tirar o guitarrista Benjamin Harper, pois estava atrasando as gravações do CD e chegando em cima da hora para shows, porque estava sobrecarregado graças a sua gravadora, a Takeover Records. Para seu lugar foi chamado Ryan Mendez, amigo da banda e que tocava na Staring Back.

### Lights and Sounds
E em 24 de janeiro de 2006, a banda lançou seu quinto álbum, chamado Lights and Sounds, que recebeu críticas positivas de todos os lugares do mundo e levou a banda para um nível mais alto do que o anterior, sendo vista não mais como uma banda qualquer de pop punk, mas como a banda de rock que eles realmente são.
No início da turnê, o vocalista Ryan Key enfrentou problemas nas cordas vocais, que persistiram até Key se submeter a uma cirurgia para a retirada de um cisto, e graças a isto, a banda teve de adiar a turnê e cancelar aparições na TV, o que foi ruim para as vendas do álbum. Nesta turnê, o Yellowcard tocou pela primeira vez na América do Sul, tocaram no Brasil, Argentina e Chile em agosto, e voltaram em outubro para o maior show da carreira, visto por 40.000 pessoas, em São Paulo.

### Paper Walls
A banda lançou o álbum Paper Walls em 17 de Julho de 2007. O unico single é a música "Light Up the Sky".

### Reformação
A banda foi espalhado boatos para ser a reforma para Soundwave 2011, mas de acordo com o Soundwave site da banda vai fazer uma digressão depois de fevereiro do próximo ano através de Austrália.
Foi ouvido por meio de um vídeo do YouTube Longineu Parsons entrevista que a banda estava trabalhando em um novo recorde [18].
Em 1 de agosto de 2010, foi confirmado que o Yellowcard está de volta, trabalhando em um novo registro, que será lançado pela Hopeless Records, no início de 2011. Além disso, Sean O 'Donnell (de Reeve Oliver) era para ser o novo baixista. Em 02 agosto de 2010, Key declarou esta declaração pela Hopeless Records website: "Estamos falando de uma tonelada de idéias diferentes, e nós estamos ansiosos para começar o mais cedo possível", Key disse. "Finalmente, nós queremos fazer algo que os fãs vão adorar. O que mais amo fazer, é olhar para fora do palco e ver as pessoas explodindo com a energia, e acho que manter isso em mente quando estamos escrevendo. Temos saudades de estar jogando fora na estrada para os fãs de Yellowcard todo o mundo, e sem seu apoio não teríamos uma carreira. "

## Saída de Sean O'Donnell e chegada de Josh Portman

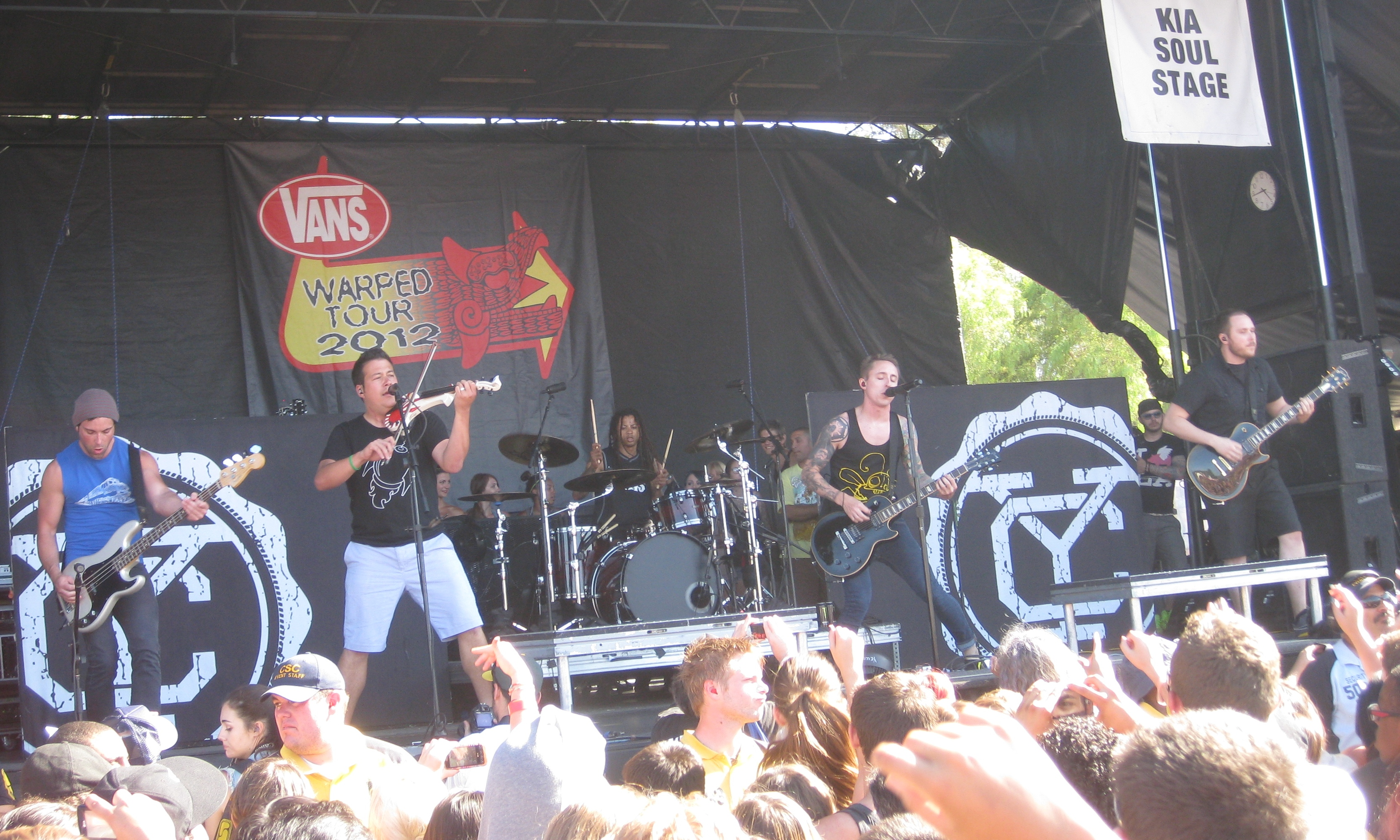
Saída de Sean O'Donnell e chegada de Josh Portman na band Yellowcard.

Em fevereiro de 2012 o, agora ex-baixista da banda, Sean O'Donnell anunciou sua saída da banda. Sean, que há um ano e meio ocupava a função de baixista no Yellowcard, resolveu sair da banda. Sem brigas, discussões, ressentimentos. Dessa vez a decisão foi pacífica e bem pessoal.
Em mensagem aos fãs, O’Donnell explica o quanto foi feliz esse tempo junto com o grupo, mas que precisava seguir outro caminho. Apesar de ter sido difícil, ele disse estar certo de que fez a escolha certa.
BrO'Donnell (apelido carinhoso dado pelos fãs) é vocalista da banda americana, Reeve Oliver, na qual participa desde sua criação, em 2000. A banda já participou de turnês com as bandas The Vandals, Switchfoot e, em 2005, Yellowcard. 
A saída do baixista não afetou a banda e o vocalista, Ryan Key, postou em seu Twitter que a banda já terminou todas as demos do disco novo. A próxima etapa é escrever as letras de todas as músicas pelas próximas três semanas, já que em março todos os integrantes se reúnem no estúdio. Mendez também comemorou o fim das demos. Ele disse que agora finalmente pode escutar música de novo! E deu a entender que a banda que ele tem escutado recentemente é Young Guns, a qual já dividiu turnê com Yellowcard em 2011.
Yellowcard já se reuniu em Los Angeles para começar a temporada de ensaios e, também, o processo de criação das letras. No twitter da banda, eles escreveram que essa fase poderia ser comparada com o ditado “antes da tempestade, vem a calmaria”, já que em março a banda começa a gravar o disco novo. Logo depois, a expectativa é que se dê início a turnê para divulgação do mais recente trabalho.
Em 17 de fevereiro de 2012 o baixista Josh Portman juntou-se ao grupo em mensagem deixada no site oficial.

## Integrantes

### Última formação
- Ryan Key (2000 - 2017) - vocal, guitarra
- Ryan Mendez (2005 - 2017) - guitarra
- Sean Mackin (1997 - 2017) - violino, vocal
- Josh Portman (2012 - 2017) - baixo

### Ex-membros
- Ben Dobson (1997 - 2000) - vocal
- Todd Clarry (1997 - 2001) - vocal e guitarra
- Warren Cooke (1997 - 2002) - baixo
- Alex Lewis (2003 - 2004) - baixo e backing vocal
- Ben Harper (1997 - 2005) - guitarra
- Peter Mosely (2002 - 2003, 2004 - 2007) - baixo, vocal
- Sean O'Donnell (2010 - 2012) - baixo, vocal
- Longineu Parsons III (1997 - 2014) - bateria

## Discografia
Álbuns de estúdio
- Midget Tossing (1997)
- Where We Stand (1999)
- One for the Kids (2001)
- Ocean Avenue (2003)
- Lights and Sounds (2006)
- Paper Walls (2007)
- When You're Through Thinking, Say Yes (2011)
- Southern Air (2012)
- Ocean Avenue Acoustic (2013)
- Lift A Sail (2014)
- Yellowcard (2016)